# أليك هيرلي

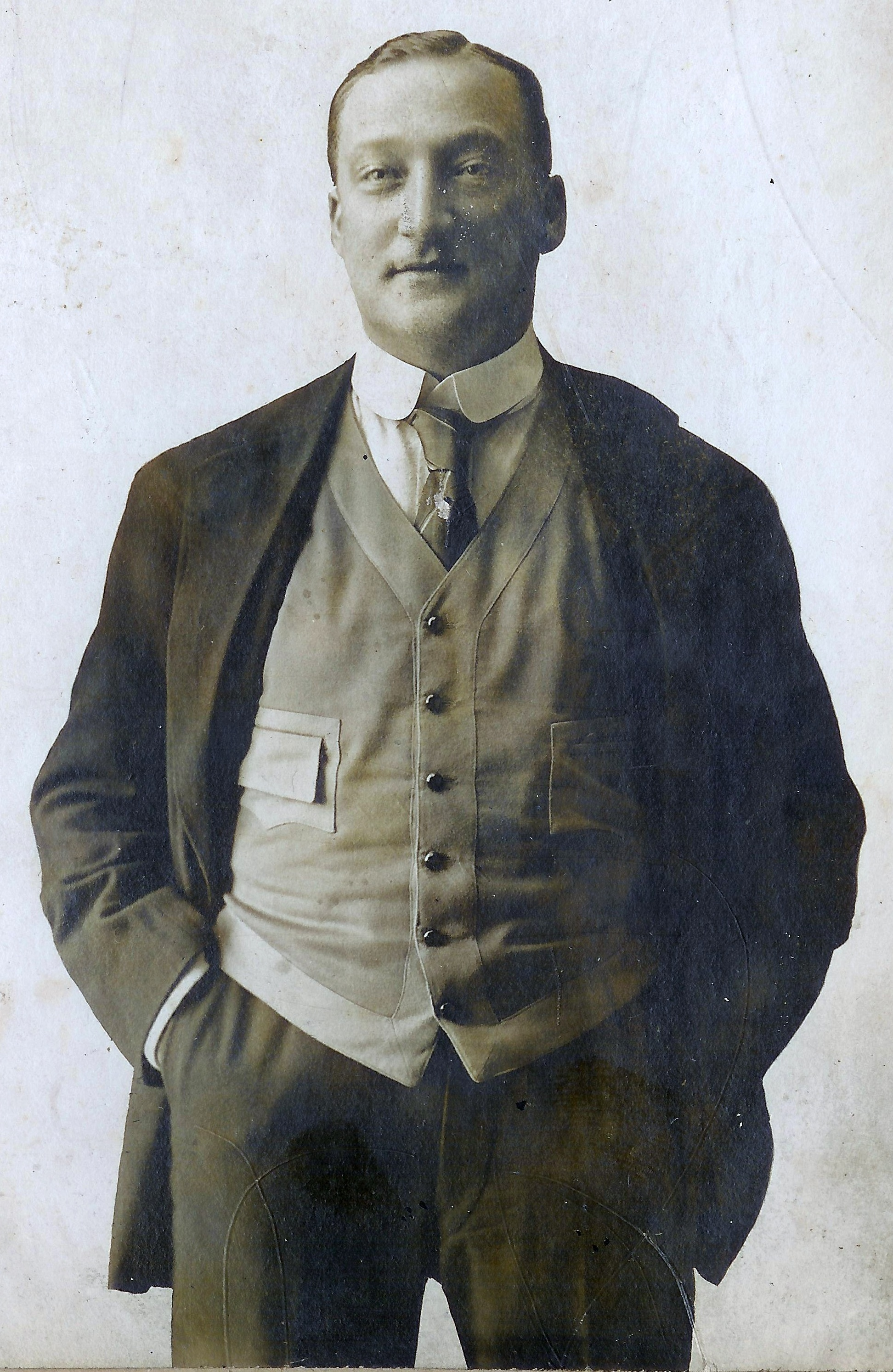
هيرلي, سنة 1910

أليكساندر «أليك» هيرلي (24 مارس 1871 - 6 ديسمبر 1913) هو مغني قاعات موسيقية إنجليزي، وربما كان معروفاً أكثر كزوج ماري لويد الثاني.

## السنوات الأولى
ولد هيرلي في مدينة هاكني في لندن، و كان واحد من ابنين لقبطان بحار إيرلندي. بعد الظهور بفترة قصيرة ظهر فيعمل مزدوج مع شقيقه، بعد ذلك بدء هيرلي العمل كفتى تعبئة الشاي  في دوكلاندز في لندن، سمحت له قدراته الجديدة في اللياقة البدنية بأن يصبح ملاكم. وقال انه كتب أغنية «أقوى رجل في العالم» خلال الفترة التي قضاها كملاكم، وكانت تؤدي بانتظام بعد جولات الملاكمة. الغناء جذب هيرلي وبدأ في أداء الأغنية في قاعات الموسيقى. وجد له مكانة كمغني كوستر وتم تشبيه بالمغني ألبرت شوفالييه. 

## الزواج من ماري لويد

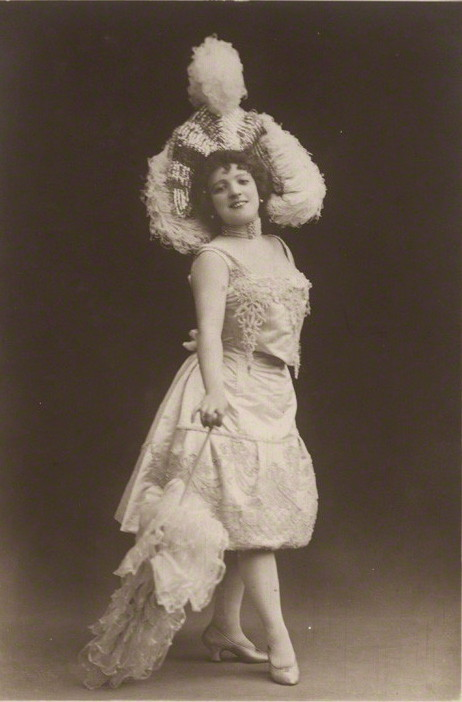
ماري لويد الذي تزوجها هايرلي في 1906

التقى هيرلي بالموسيقية ماري لويد في عام 1901 وذهب لجولة في أستراليا معها وشارك معها في عدة عروض موسيقية في قاعات مختلفة.أفتحوا الجولة في دار أوبرا هاري ريكاردز في ملبورن يوم 18 مايو مع نسختهم الخاصة من «ذا وامبث ووك»., كانت الأغنية نسخة هيرلي الراقصة وكانت رقصة شهيرة في ذلك الوقت.لم تكن لها علاقة بأغنية نويل غاي التي نجحت والتي تحمل نفس الاسم.